# 金海金氏
金海金氏（韓語：김해 김씨）是朝鲜半岛的一个金姓本贯，祖籍慶尚南道金海市，其始祖是金官伽倻的首露王。
金海金氏是大韓民國目前人口最多的本貫：據韓國《中央日報》引述韓國統計廳於2016年9月7日發表的《2015年人口住宅總調查結果》，金海金氏有人口445.7萬名，佔當時全國總人口的9%。其中包括許多分支，比如友鹿金氏。

## 始祖
金庾信是他十二世孙。《金庾信碑》説金海金氏是來自黄帝之子少昊金天氏。最有名人物是金弘壹与金大中。

## 名人
- 金舒玄：金庾信的父親、金官伽倻末代國王金仇衡的孫子
- 金庾信：新羅將軍
- 文明王后：新羅武烈王的王妃，金庾信的妹妹
- 恭嬪金氏：朝鮮光海君生母、光海君將生母追封為恭聖王后
- 金萬德：朝鮮王朝商人
- 金弘道：朝鮮王朝畫家
- 金大建：朝鮮半島天主教首位司鐸
- 金元鳳：朝鮮獨立運動家
- 金大中：韓國第15任總統
- 金擎天：韓國獨立運動家
- 金鍾國：韓國男歌手
- 金珉錫：韓國男歌手
- 金康熏：韓國男歌手
- 金鍾大：韓國男歌手
- 金昇玟：韓國男歌手
- 金智雨：韓國女歌手
- 金藝源：韓國女歌手
- 金曜漢：韓國男歌手
- 金廷祐：韓國男歌手
- 金東營：韓國男歌手
- 金泳勳：韓國男歌手
- 金亨瑞：韓國女歌手、演員
- 金旼炡：韓國女歌手
- 金志垣：韓國女歌手
- 金善禹：韓國男歌手

## 友鹿金氏
友鹿金氏（韓語：우록 김씨），是朝鮮金海金氏一個分支。
始祖是萬曆朝鮮之役時日本降將沙也可，他後被賜名金忠善並加入金海金氏，後定居慶尚南道晉州並娶當地兩班之女為妻。
因他與金海金氏本無血緣關係，因此他成為了友鹿金氏這分派的始祖。現在人口有7000人。